# Шесть багателей для квинтета духовых
Шесть багателей (нем. Sechs Bagatellen) — сочинение Дьердя Лигети для духового квинтета (флейта, гобой, кларнет, валторна и фагот), представляющее собой инструментовку шести частей (III, V, VII, VIII, IX, X) из собственного одиннадцатичастного произведения для фортепиано Musica Ricercata (1951—1953). Посвящено Маэди Вуд. Примерная продолжительность звучания 12 минут.

## Части
1. Allegro con sprito
2. Rubato — Lamentoso
3. Allegro grazioso
4. Presto ruvido
5. Adagio. Mesto (памяти Белы Бартока)
6. Molto vivace. Каприччио

## Исполнения и записи
Впервые исполнено 6 октября 1969 года в Сёдертелье духовым квинтетом Стокгольмского филармонического оркестра. На премьере не была представлена последняя багатель ― из-за большого количества в ней диссонансов.